# Serious Hits… Live!
Serious Hits… Live! – koncertowy album Phila Collinsa.
Płyta to zbiór największych hitów Collinsa nagranych podczas serii koncertów trasy Serious Hits!. Płyta DVD pod tym samym tytułem została nagrana podczas koncertu w Niemczech.
W czasopiśmie branżowym Teraz Rock wystawiono płycie ocenę 4 na 5.

## Lista utworów
1. „Something Happened on the Way to Heaven” – 4:59
2. „Against All Odds (Take a Look at Me Now)” – 3:28
3. „Who Said I Would” – 4:28
4. „One More Night” – 5:49
5. „Don't Lose My Number” – 4:42
6. „Do You Remember?v – 5:40
7. „Another Day in Paradise” – 5:36
8. „Separate Lives” – 5:16
9. „In the Air Tonight” – 6:35
10. „You Can't Hurry Love” – 2:54
11. „Two Hearts” – 3:07
12. „Sussudio” – 7:14
13. „A Groovy Kind of Love” - 3:30
14. „Easy Lover” – 4:46
15. „Take Me Home” – 8:39